# Hans Wolfgang Rubin

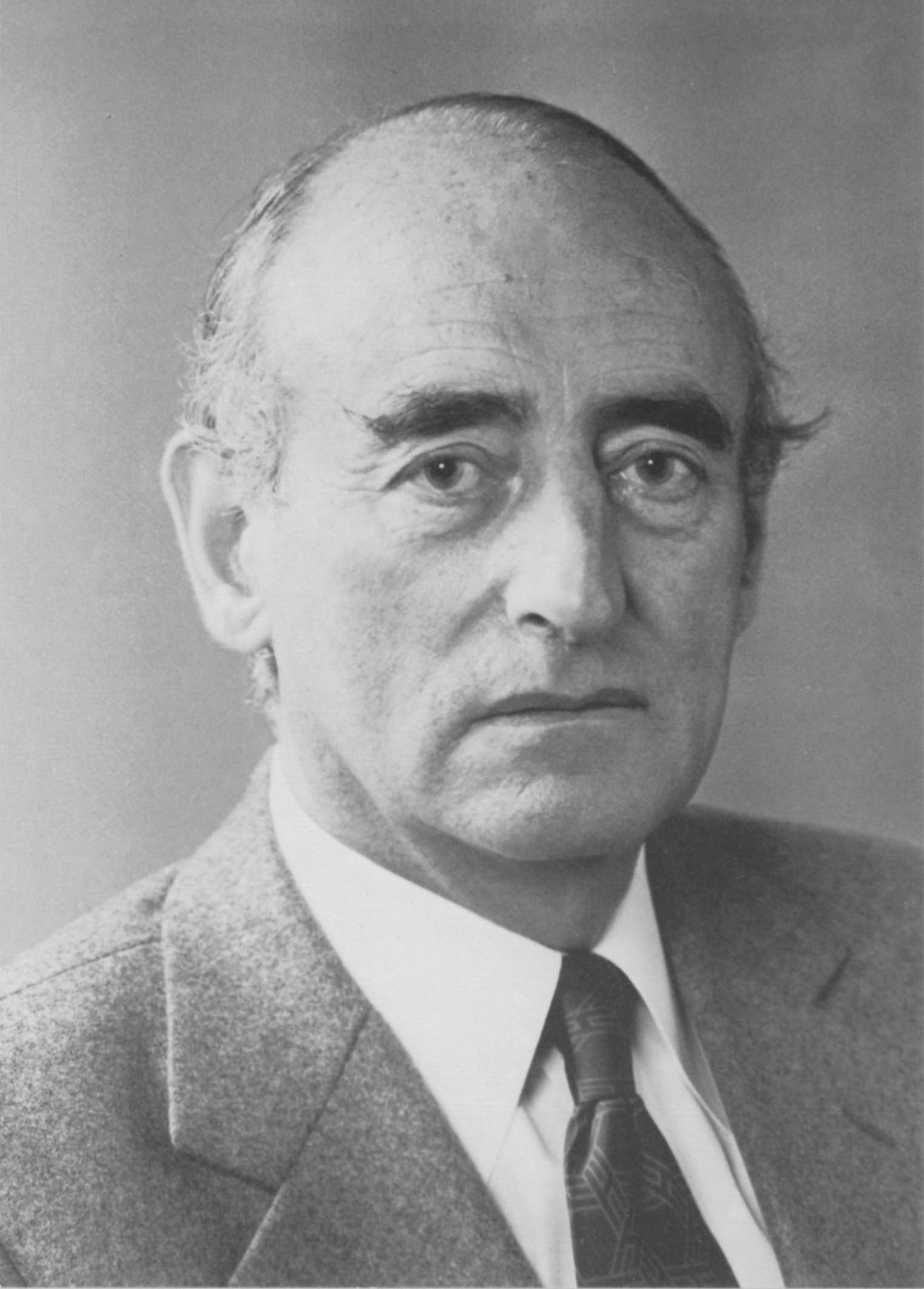
Hans Wolfgang Rubin

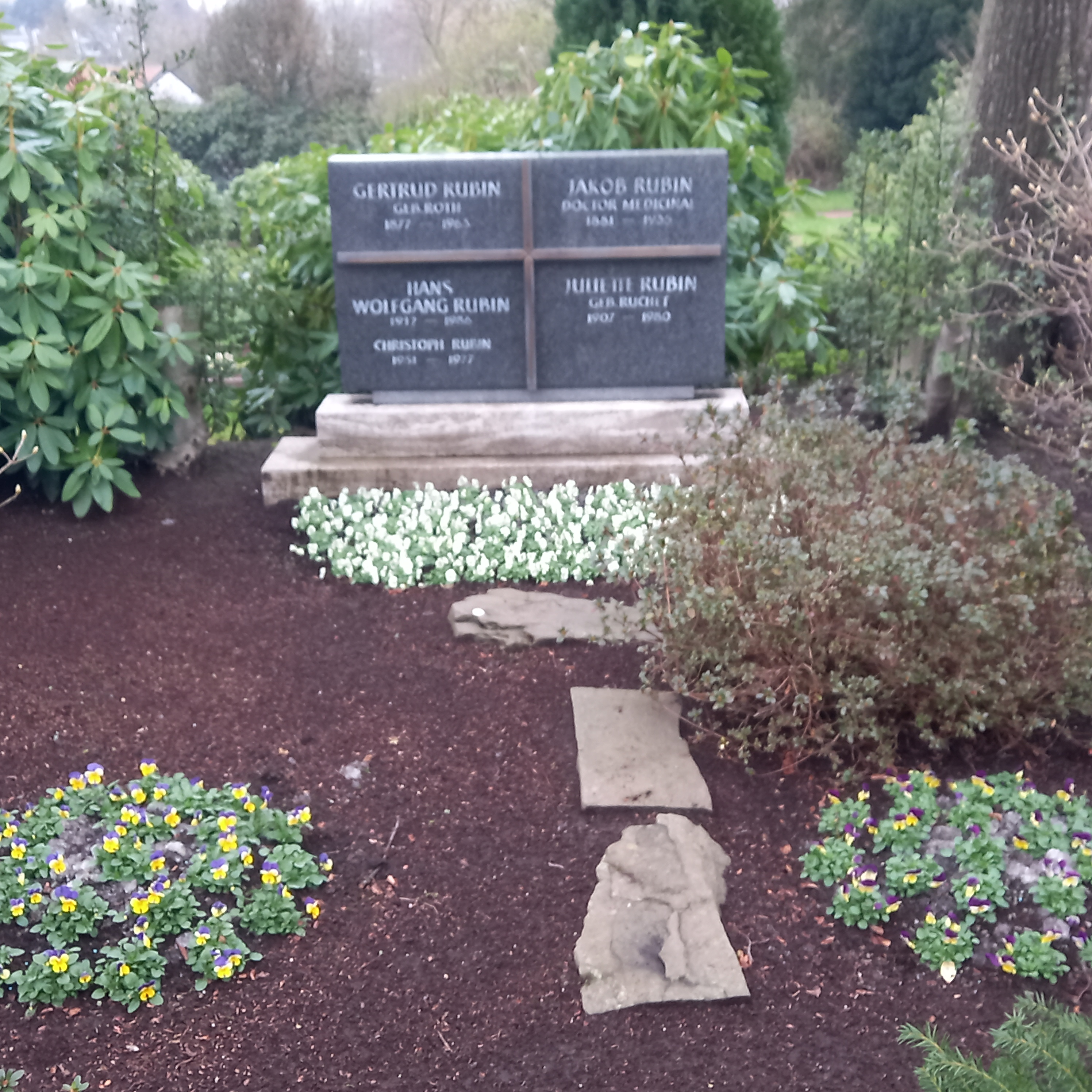
Das Grab von Hans Wolfgang Rubin und seiner Ehefrau Juliette geborene Ruchet im Familiengrab auf dem Parkfriedhof Essen

Hans Wolfgang Rubin (* 12. Dezember 1912 in Essen; † 10. November 1986 ebenda) war ein deutscher Politiker (FDP) und Unternehmer. Er war einer der Wegbereiter der sozialliberalen Koalition von 1969.

## Leben und Beruf
Rubin wurde als Sohn eines Arztes geboren. Er machte eine kaufmännische Lehre in der Stahlindustrie. Von 1939 bis 1978 war er Manager in verschiedenen Unternehmen der deutschen Schwerindustrie, zuletzt als Vorstandsmitglied. Bald nach dem Krieg knüpfte er wirtschaftliche Kontakte nach Mittelosteuropa.

## Partei
Neben Franz Blücher und Hans-Wilhelm Beutler war Rubin 1945 Mitbegründer der FDP in Essen. Von 1950 bis 1956 war er Schatzmeister des FDP-Landesverbandes Nordrhein-Westfalen und gehörte dem FDP-Bundesvorstand von 1951 bis 1980 an. Von 1951 bis 1974 war er Schatzmeister der Bundespartei.
Ab 1955 gehörte Rubin mit Walter Scheel, Wolfgang Döring und Willi Weyer zu den sogenannten „Jungtürken“ in der nordrhein-westfälischen FDP. Die Treffen des Kreises, der 1956 Nordrhein-Westfalens Ministerpräsident Karl Arnold (CDU) stürzte und den Weg für eine Koalition mit SPD und Zentrum ebnete, fanden in seiner Essener Wohnung statt. Im März 1967 publizierte er in einem Aufsatz mit dem Titel „Die Stunde der Wahrheit“ eine vehemente Abrechnung mit der Politik der Großen Koalition, in dem er für eine neue Ostpolitik plädierte und verschiedene innenpolitische Reformvorschläge anmahnte. Der Vorstoß löste innerhalb und außerhalb der FDP lebhafte Kontroversen aus, ebnete in der Partei aber mittelfristig den Weg für die spätere Regierungskoalition mit der SPD.

## Friedrich-Naumann-Stiftung
Von 1970 bis 1982 war Rubin Vorsitzender der FDP-nahen Friedrich-Naumann-Stiftung. 1959 war er im Auftrag der Stiftung als Gründer und bis 1986 als einer der Herausgeber der Zeitschrift liberal tätig.
Unterlagen über Rubins Tätigkeit für die FDP und die Friedrich-Naumann-Stiftung befinden sich im Archiv des Liberalismus der Friedrich-Naumann-Stiftung für die Freiheit in Gummersbach.

## Ehrungen
- 1969: Theodor-Heuss-Preis
- 1970: Wolfgang-Döring-Medaille
- 1972: Großes Verdienstkreuz der Bundesrepublik Deutschland

## Schriften
- Die Stunde der Wahrheit. Reformen statt Vorurteile. Aufsätze von 1966–1968. Liberal-Verlag, Bonn 1969 (= Aktuelle Beiträge zur politischen Bildung, H. 5).
- (Hrsg.) Freiheit, Recht und Einigkeit. Zur Entspannungs- und Deutschlandpolitik der Liberalen. Nomos, Baden-Baden 1980, ISBN 3-7890-0580-0.